# Ga Yongsan
Ga Yongsan (Tiếng Hàn: 용산역, Tiếng Anh: Yongsan station, Hanja: 龍山驛) là ga đường sắt trên Tuyến Gyeongbu và Tuyến Gyeongwon ở Hangang-ro 3-ga, Yongsan-gu, Seoul. Đây là điểm khởi đầu của các chuyến tàu thường xuyên như Tuyến Honam, Tuyến Jeolla và KTX. Về mặt chính thức, đây là ga trên Tuyến Gyeongbu, nhưng tất cả các chuyến tàu của Tuyến Gyeongbu đều đi qua ga này và tất cả các chuyến tàu dừng ở ga này đều là tàu Tuyến Honam hoặc Tuyến Jeolla. Mặc dù là điểm khởi đầu của Tuyến Gyeongwon nhưng tất cả các chuyến tàu tạm thời chạy giữa Yongsan và Cheongnyangni đều đi qua ga này mà không dừng lại và chỉ có tàu ITX-Cheongchun bắt đầu và kết thúc tại ga này. Đây là ga trung chuyển cho Tàu điện ngầm vùng thủ đô Seoul tuyến 1 trên Tuyến Gyeongwon và Tuyến Gyeongbu, và Tuyến Gyeongui–Jungang trên Tuyến Yongsan. Các chuyến tàu tốc hành đến Dongincheon, Cheonan và Sinchang khởi hành từ ga này, nhưng các chuyến tàu tốc hành đến Cheonan / Sinchang đã được đổi thành Ga Cheongnyangni.
Vào năm 2004, một rạp chiếu phim lớn được mở cửa cạnh nhà ga. Vào tháng 8 năm 2006, tòa bộ tòa nhà ga được làm thành một cửa hàng mua sắm lớn, được gọi là I'Park Mall. Tòa nhà hiện tại bao gồm ga đường sắt, ga tàu điện ngầm, rạp chiếu phim CGV, nhà hàng và cửa hiệu. Có một cây cầu nối I'Park Mall và chợ điện tử Yongsan. Ở tầng B-1 và B-2 có một cửa hàng E-Mart lớn cùng với khu ăn uống và nhà hàng Burger King.
Ở tầng trên có nhiều nhà hàng bao gồm: Uno Chicago Grill, KFC, Lotteria, California Pizza Kitchen, Pizza Hut, và nhiều nhà hàng ẩm thực Hàn Quốc, Nhật Bản. Có thể tìm thấy Starbucks, Dunkin' Donuts, và Baskin Robbins. Một cửa hàng miễn thuế quản lý bởi HDC Shilla được mở cửa 2016.

## Lịch sử

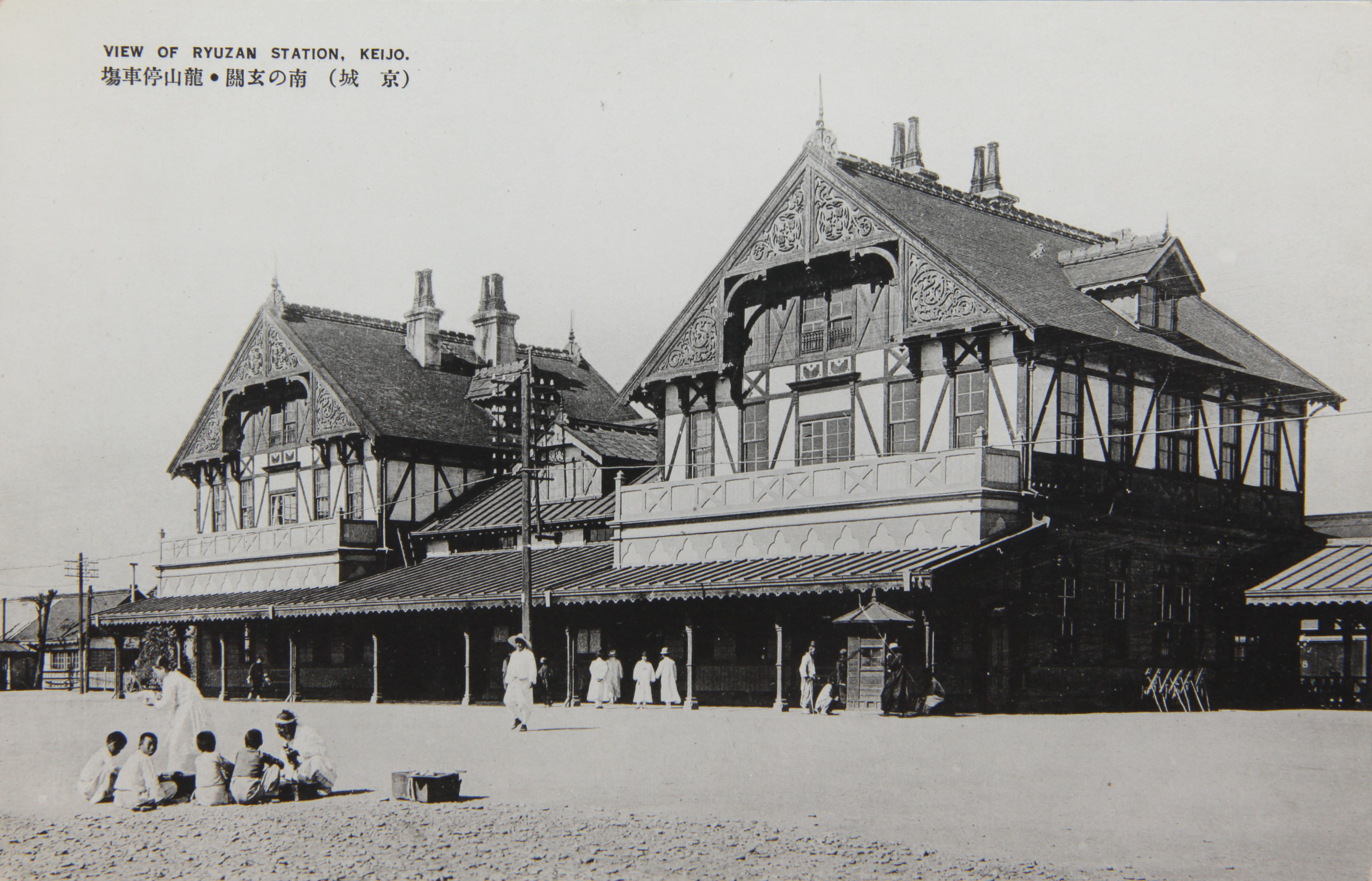
Ga Yongsan vào những năm 1910

- 5 tháng 9 năm 1900: Chính thức khai trương kinh doanh[5]
- 1 tháng 11 năm 1906: Hoàn thành việc xây dựng nhà ga
- 18 tháng 9 năm 1972: Hoàn thành trung tâm hàng hóa
- 15 tháng 8 năm 1974: Tàu điện ngầm ở khu vực đô thị bắt đầu hoạt động.
- 30 tháng 12 năm 1977: Thành lập căn cứ container
- 20 tháng 7 năm 1984: Hoạt động container chuyển về ga Obong
- 4 tháng 6 năm 1990: Hoàn thành ga phía Tây
- 1 tháng 4 năm 2004: Dịch vụ KTX bắt đầu, dịch vụ tàu Saemaeul bắt đầu, Ga Yongsan là ga khởi hành của Tuyến Honam, Tuyến Jeolla và Tuyến Janghang, và ga do tư nhân tài trợ đã hoàn thành.
- 15 tháng 12 năm 2005: Giảm đáng kể số chuyến tàu thường xuyên trên Tuyến Gyeongbu giữa Yongsan và Busan.
- 16 tháng 12 năm 2005: Hệ thống dịch vụ của Tuyến nhánh Gyeongwon (Yongsan-Seongbuk) bị bãi bỏ và số ga thay đổi từ 135 thành K110 khi Tàu điện ngầm vùng thủ đô Seoul tuyến Jungang bắt đầu hoạt động
- 1 tháng 5 năm 2006: Ngừng xử lý bưu kiện
- 15 tháng 12 năm 2006: Dịch vụ tàu đưa đón giữa Yongsan và Gwangmyeong bắt đầu.
- 1 tháng 12 năm 2008: Đình chỉ dịch vụ tàu đưa đón giữa Yongsan và Gwangmyeong
- 15 tháng 12 năm 2008: Điện khí hóa đường đôi của Tuyến Janghang (Cheonan-Sinchang) được khai trương và tuyến Nuri-ro bắt đầu vào ngày 1 tháng 6 năm 2009 (Seoul-Sinchang).
- 1 tháng 1 năm 2010: Lắp đặt cửa chắn trên sân ga số 2 của Tàu điện ngầm vùng thủ đô Seoul tuyến 1 và Tàu điện ngầm vùng thủ đô Seoul tuyến Jungang
- 30 tháng 12 năm 2010: Tạm dừng xếp dỡ hàng hóa
- 28 tháng 2 năm 2012: Tuyến ITX-Cheongchun của Tuyến Gyeongchun bắt đầu hoạt động
- 12 tháng 5 năm 2014: ITX-Saemaeul Tuyến Honam bắt đầu hoạt động
- 1 tháng 6 năm 2014:  ITX-Saemaeul Tuyến Jeolla bắt đầu hoạt động
- 27 tháng 12 năm 2014: Với việc khai trương đoạn Gongdeok ~ Yongsan của Tàu điện ngầm vùng thủ đô Seoul tuyến Gyeongui, tuyến dịch vụ trực tiếp giữa Ga Munsan và Ga Yongmun trên Tuyến Gyeongui–Jungang đã bắt đầu, biến nó thành ga trung gian.
- 5 tháng 2 năm 2015 : Tàu West gold-train (G-Train) bắt đầu hoạt động
- 29 tháng 6 năm 2015: Hoàn thành lắp đặt cửa chắn sân ga 1 và 4
- 9 tháng 12 năm 2016: Tuyến KTX của Tuyến Gyeongbu và Tuyến Donghae bắt đầu hoạt động
- 31 tháng 12 năm 2016: Hoàn thành cải tạo cổng soát vé ga tàu điện ngầm
- 10 tháng 4 năm 2017: Khai trương đường trung chuyển giữa đường sắt hành khách và đường sắt đô thị
- 1 tháng 5 năm 2017: Tuyến ITX-Cheongchun của Tuyến Gyeongbu bắt đầu
- 7 tháng 7 năm 2017: Dịch vụ tàu tốc hành đặc biệt của Tuyến Gyeongin bắt đầu
- 23 tháng 3 năm 2018: Tuyến ITX-Cheongchun của Tuyến Gyeongbu bị đình chỉ
- 1 tháng 7 năm 2018: Tuyến KTX của Tuyến Gyeongbu và Tuyến Donghae bị đình chỉ
- 2 tháng 3 năm 2020: Tuyến Honam Nuriro tạm dừng dịch vụ
- 1 tháng 9 năm 2023: Hoạt động ITX-Maum bắt đầu

## Bố trí ga

### Ga mặt đất (Tuyến Gyeongbu,Tuyến 1,Tuyến Gyeongui–Jungang)
Ga Yongsan có sáu thang máy ở sân chờ và một sân chờ cho 13 đường ray.
| ↑ Seoul · Haengsin           | ↑ Seoul · Haengsin           | ↑ Seoul · Haengsin           | ↑ Seoul · Haengsin           | ↑ Seoul · Haengsin           | ↑ Seoul · Haengsin           | ↑ Seoul · Haengsin           | ↑ Seoul · Haengsin           | ↑ Seoul · Haengsin           | ↑ Seoul · Haengsin           | ↑ Seoul · Haengsin           | ↑ Namyeong   | ↑ Namyeong   | ↑ Namyeong   | ↑ Namyeong   | Bắt đầu·Kết thúc | Bắt đầu·Kết thúc | Bắt đầu·Kết thúc | Bắt đầu·Kết thúc | ↑ Công viên Hyochang | ↑ Công viên Hyochang | ↑ Công viên Hyochang | ↑ Công viên Hyochang | ↑ Công viên Hyochang |
| ↑                            | 13 12                        | ↑                            | ↑                            | ↓                            | 10９                         | ↓                            | ↓                            | ８７                         | ↓                            | ↓                            | ６           | ↑            | ↓            | ５           | ４               | ↑                | ↓                | ３               | ２                   | ↑                    | ↓                    | ↓                    | １                   |
| Yeongdeungpo · Gwangmyeong ↓ | Yeongdeungpo · Gwangmyeong ↓ | Yeongdeungpo · Gwangmyeong ↓ | Yeongdeungpo · Gwangmyeong ↓ | Yeongdeungpo · Gwangmyeong ↓ | Yeongdeungpo · Gwangmyeong ↓ | Yeongdeungpo · Gwangmyeong ↓ | Yeongdeungpo · Gwangmyeong ↓ | Yeongdeungpo · Gwangmyeong ↓ | Yeongdeungpo · Gwangmyeong ↓ | Yeongdeungpo · Gwangmyeong ↓ | Noryangjin ↓ | Noryangjin ↓ | Noryangjin ↓ | Noryangjin ↓ | Noryangjin ↓     | Noryangjin ↓     | Noryangjin ↓     | Noryangjin ↓     | Ichon · Oksu ↓       | Ichon · Oksu ↓       | Ichon · Oksu ↓       | Ichon · Oksu ↓       | Ichon · Oksu ↓       |

Mũi tên màu đỏ là đường đi dành cho các chuyến tàu Tuyến Gyeongbu đến và khởi hành từ Ga Seoul và mũi tên màu xanh là đường đi của Tuyến Gangneung KTX và Tuyến Jungang KTX.
| 1     | ● Tuyến Gyeongui–Jungang                | Địa phương Tốc hành                                    | → Hướng đi Cheongnyangni · Deokso · Yongmun · Jipyeong →             |
| 1     | Tuyến Gyeongchun                        | ITX-Cheongchun                                         | → Hướng đi Pyeongnae Hopyeong · Gapyeong · Chuncheon →               |
| 2     | ● Tuyến Gyeongui–Jungang                | Địa phương Tốc hành                                    | ← Hướng đi Đại học Hongik · Ilsan · Munsan                           |
| 2     | Tuyến Gyeongchun                        | ITX-Cheongchun                                         | → Kết thúc tại ga này                                                |
| 3     | ● Tuyến 1                               | Tuyến Gyeongin Tốc hành Tốc hành đặc biệt              | → Hướng đi Bucheon · Bupyeong · Dongincheon →                        |
| 4     | ● Tuyến 1                               | Tuyến Gyeongin Tốc hành Tốc hành đặc biệt              | → Kết thúc tại ga này                                                |
| 5     | ● Tuyến 1                               | Địa phương Tuyến Gyeongbu Tốc hành                     | → Hướng đi Guro · Incheon · Cheonan · Sinchang →                     |
| 6     | ● Tuyến 1                               | Địa phương Tuyến Gyeongwon Tốc hành                    | ← Hướng đi Cheongnyangni · Đại học Kwangwoon · Uijeongbu · Yeoncheon |
| 7~10  | Đường sắt cao tốc Honam                 | KTX                                                    | → Hướng đi Iksan · GwangjuSongjeong · Mokpo →                        |
| 7~10  | Tuyến Honam                             | KTX ITX-Saemaeul ITX-Maum Mugunghwa-ho                 | → Hướng đi Seodaejeon · Gwangju · Mokpo →                            |
| 7~10  | Tuyến Jeolla                            | KTX ITX-Saemaeul ITX-Maum Mugunghwa-ho                 | → Hướng đi Seodaejeon · Jeonju · Yeosu–EXPO →                        |
| 7~10  | Tuyến Janghang                          | Saemaeul-ho·Mugunghwa-ho G-Train                       | → Hướng đi Cheonan–Asan · Hongseong · Iksan →                        |
| 12~13 | Tuyến Honam Tuyến Jeolla Tuyến Janghang | KTX                                                    | ← Hướng đi Seoul · Haengsin → Kết thúc tại ga này                    |
| 12~13 | Tuyến Honam Tuyến Jeolla Tuyến Janghang | ITX-Saemaeul ITX-Maum Saemaeul-ho Mugunghwa-ho G-Train | → Kết thúc tại ga này                                                |

| Tuyến và hướng                          | Tuyến và hướng                                                    | Cửa                                  | Ghi chú |
| --------------------------------------- | ----------------------------------------------------------------- | ------------------------------------ | ------- |
| Tuyến 1 (Hướng Yeoncheon)               | → Lối ra → Tuyến Gyeongui–Jungang → Tàu chở khách                 | 3-1, 6-3, 10-2                       |         |
| Tuyến 1 (Hướng Incheon·Sinchang)        | → Lối ra → Tuyến Gyeongui–Jungang → Tàu chở khách                 | 1-1, 4-4, 6-1, 9-2                   |         |
| Tuyến 1 Ga cuối ga Yongsan Tàu tốc hành | → Lối ra → Tuyến Gyeongui–Jungang (Hướng Yongmun) → Tàu chở khách | 2-4, 5-4, 9-4                        |         |
| Tuyến 1 Ga cuối ga Yongsan Tàu tốc hành | → Tuyến Gyeongui–Jungang (Hướng Munsan)                           | Tất cả các cửa từ 1-1 đến 8-4        |         |
| Tuyến Gyeongui–Jungang (Hướng Munsan)   | → Lối ra → Tuyến 1 Địa phương → Tàu chở khách                     | 1-4, 4-4, 8-4                        |         |
| Tuyến Gyeongui–Jungang (Hướng Munsan)   | → Tuyến 1 Tốc hành Dongincheon                                    | Tất cả các cửa                       |         |
| Tuyến Gyeongui–Jungang (Hướng Yongmun)  | → Lối ra → Tuyến 1 → Tàu chở khách                                | 1-1, 5-1, 8-1                        |         |
| Tuyến Gyeongui–Jungang (Hướng Yongmun)  | → ITX-Cheongchun                                                  | Chuyển tại nền tảng nơi bạn đã xuống |         |

## Xung quanh nhà ga
Ga Sinyongsan trên Tuyến 4 nằm ngay cạnh đó, vì vậy bạn có thể đến Ga Sinyongsan bằng cách ra khỏi Lối ra 1 của Ga Yongsan và đi bộ một đoạn ngắn. Tuy nhiên, giảm giá chuyển tuyến không được áp dụng.
- Công viên Yongsan I
  - Trung tâm mua sắm I'Park
  - CGV Yongsan I'Park Mall
  - Chi nhánh E-Mart Yongsan
- Chi nhánh KRA Plaza Yongsan
- ● Tàu điện ngầm vùng thủ đô Seoul tuyến 4 Ga Sinyongsan
- Yongsanuijib
- Trường trung học đường sắt Yongsan
- HYBE
  - BigHit Music
  - Pledis Entertainment
  - Source Music
  - Belif Lab
  - KOZ Entertainment
  - HYBE Edu
  - HYBE 360
  - Superb
  - Weverse Company
- Chợ thiết bị điện tử Yongsan (Trung tâm mua sắm Seonin, Trung tâm mua sắm Najin, Electronic Land, v.v.)
- Hangang-daero
- Trường tiểu học Hangang
- Hyundai Homeshopping
- Wonhyo-ro

## Hình ảnh

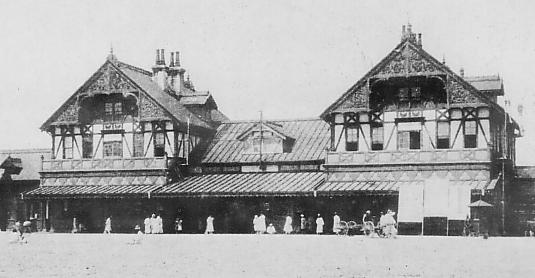
Ga thời thuộc địa.
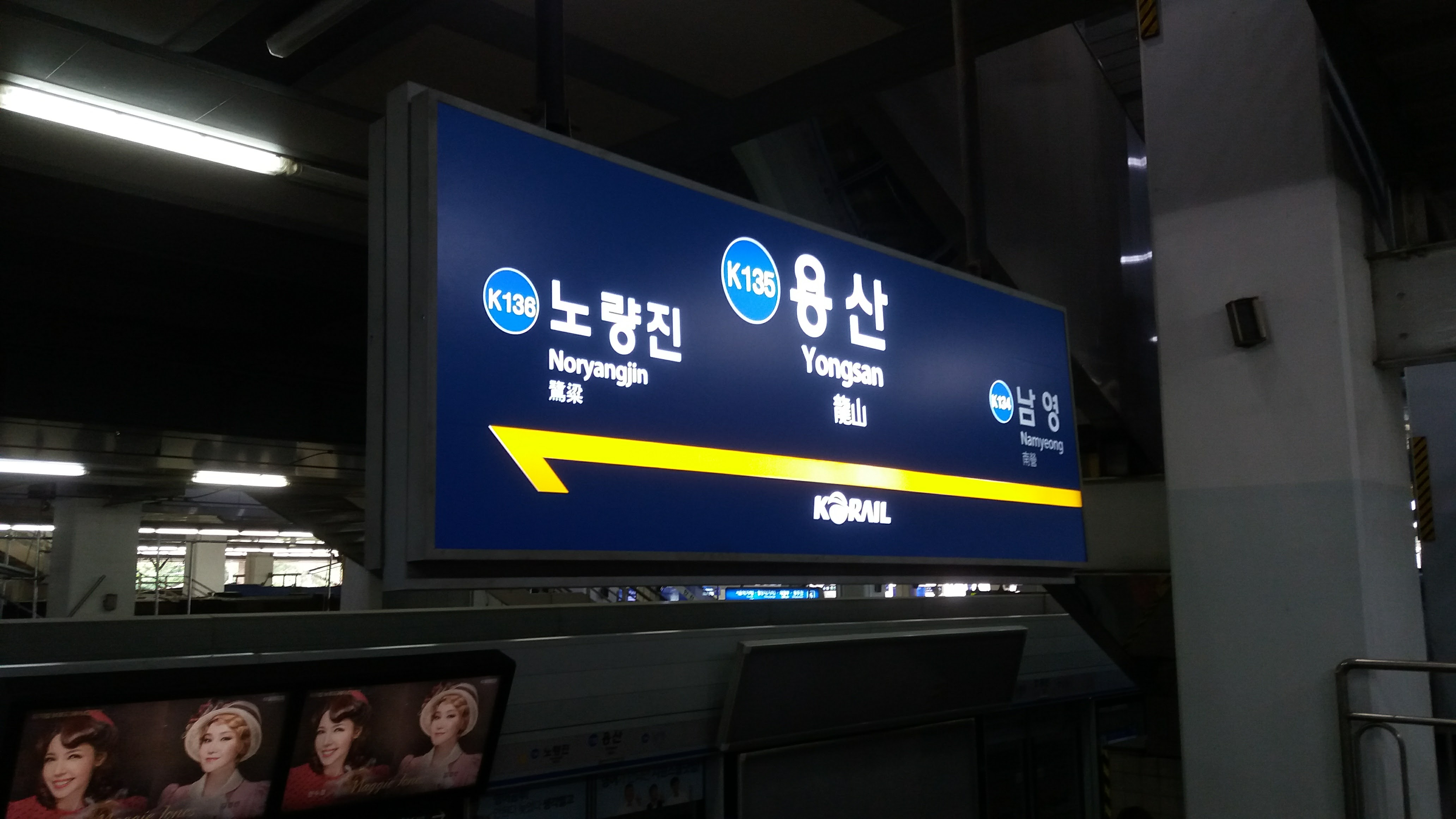
Biển báo ga (Tuyến 1)
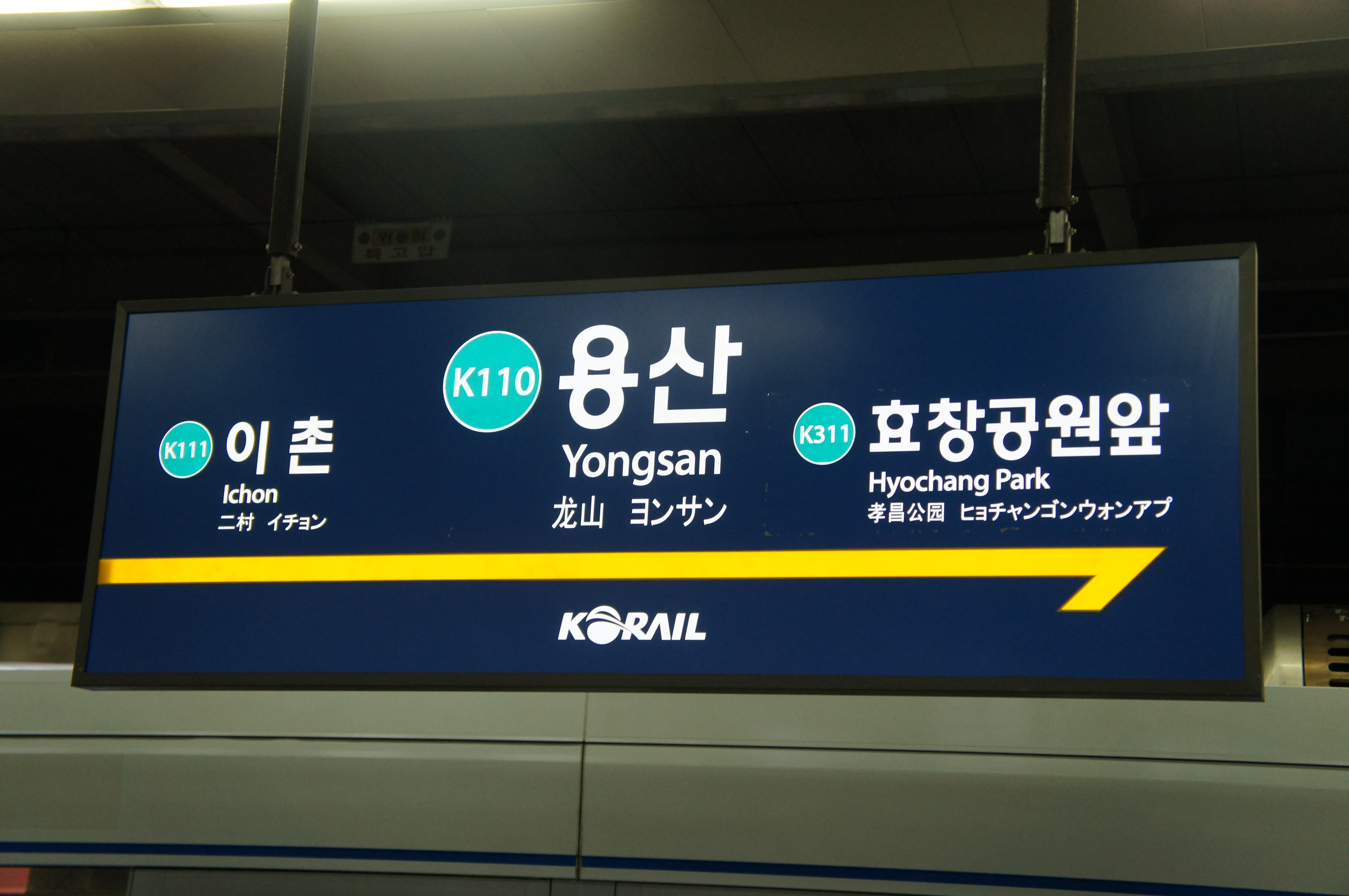
Biển báo ga (Tuyến Gyeongui-Jungang)
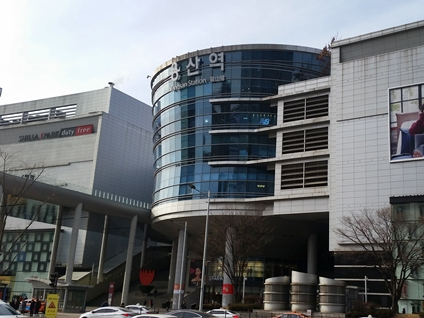
Ga Yongsan
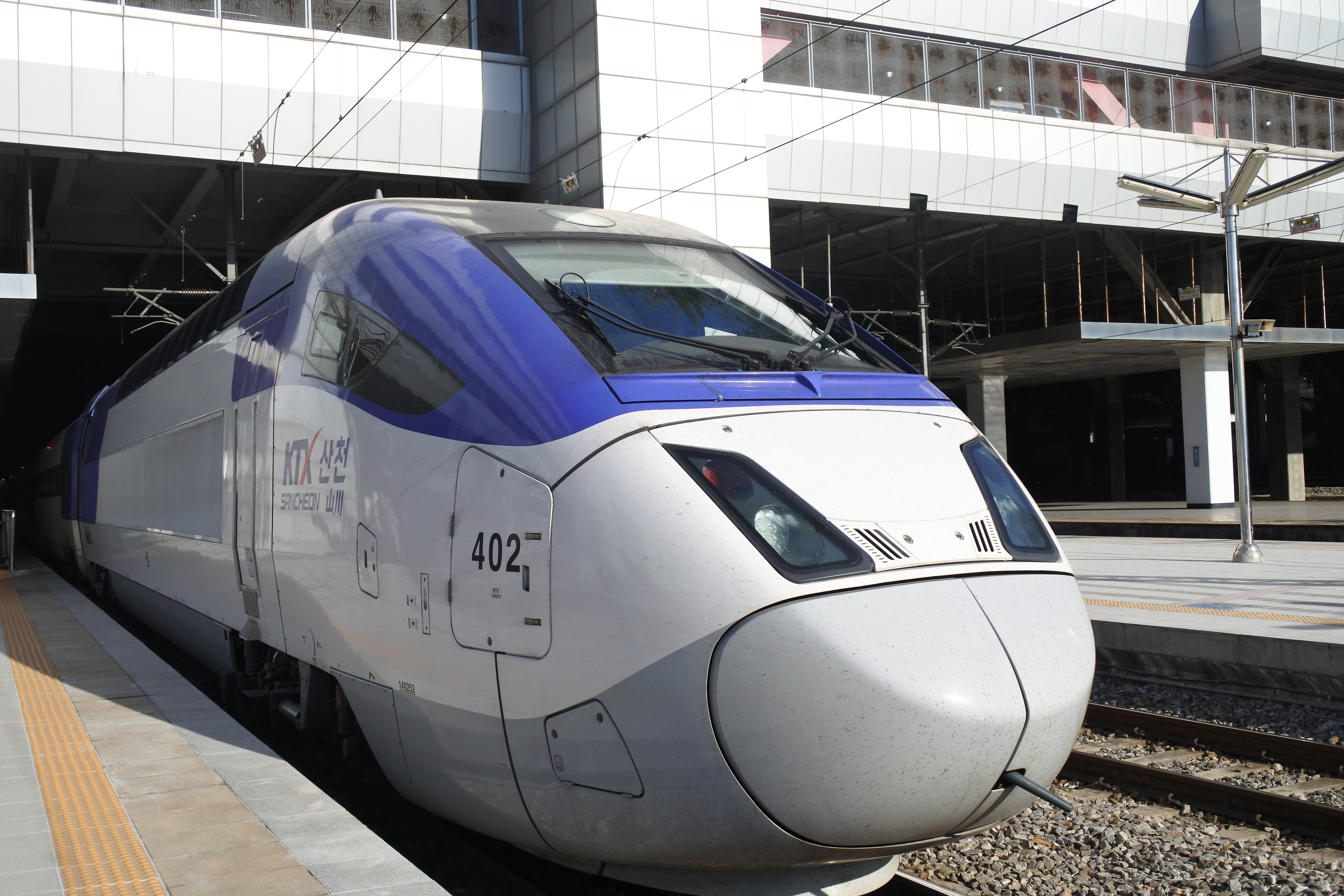
KTX Sancheon tại ga Yongsan